# Élection présidentielle sud-africaine de 2009
L'élection présidentielle sud-africaine de 2009 a consacré l'élection de Jacob Zuma, chef du congrès national africain (ANC), le parti vainqueur des élections législatives du 22 avril 2009 avec 65,9 % des suffrages (264 des 400 sièges de l'assemblée nationale du Parlement) devant l'Alliance démocratique (67 sièges), le Congrès du peuple (30 sièges), l'Parti Inkatha de la liberté (18 sièges) et 9 autres formations.
Dans le cadre d'un scrutin présidentiel indirect qui confie au 400 députés du parlement la tâche d'élire le chef d'État sud-africain, Jacob Zuma est élu le 6 mai 2009 par 277 voix contre 47 à son rival Mvume Dandala, candidat du Congrès du peuple, nouveau parti issu d'une scission anti-Zuma au sein de l'ANC. L'Alliance démocratique, le principal parti d'opposition n'a pas présenté de candidats et ses députés se sont abstenus lors du vote tout comme la majorité des députés des autres partis d'oppositions. 
Jacob Zuma succède à Kgalema Motlanthe, élu président après la démission de Thabo Mbeki en septembre 2008.